# Listen Without Prejudice Vol. 1
Listen Without Prejudice Vol. 1 é o segundo álbum de estúdio do cantor pop britânico George Michael, lançado em 1990. Lançado depois do enorme sucesso de Faith, esse álbum mostra o artista mergulhado em uma crise de identidade, e uma súbita tentativa de tentar transformar sua imagem em um cantor mais sério e ainda assim manter as boas vendas. O álbum foi aclamado pelos críticos, mas teve pouco sucesso comercial em compação ao anterior, vendendo somente 8 milhões. Durante o lançamento do álbum, Michael entrou em conflito com a gravadora Sony e em consequência a divulgação foi prejudicada pela gravadora e pelo próprio cantor.

## Lista de faixas
| N.º | Título                                                               | Duração |  |
| 1.  | "Praying for Time" (Michael)                                         | 4:41    |  |
| 2.  | "Freedom 90" (Michael)                                               | 6:30    |  |
| 3.  | "They Won't Go When I Go" (Stevie Wonder, Yvonne Wright)             | 5:06    |  |
| 4.  | "Something to Save" (Michael)                                        | 3:18    |  |
| 5.  | "Cowboys and Angels" (Michael)                                       | 7:15    |  |
| 6.  | "Waiting for That Day" (Mick Jagger, George Michael, Keith Richards) | 4:49    |  |
| 7.  | "Mothers Pride" (Michael)                                            | 3:59    |  |
| 8.  | "Heal the Pain" (Michael)                                            | 4:41    |  |
| 9.  | "Soul Free" (Michael)                                                | 5:29    |  |
| 10. | "Waiting (Reprise)" (Michael)                                        | 2:25    |  |

## Formatos e Desempenho nas paradas

### Álbum
| Paradas (1990)                 | Posição |
| ------------------------------ | ------- |
| Estados Unidos - R&B Albums    | 61      |
| Estados Unidos - Billboard 200 | 2       |

### Singles
| Ano  | Single             | Parada                             | Posição |
| ---- | ------------------ | ---------------------------------- | ------- |
| 1990 | "Freedom 90"       | Adult Contemporary                 | 27      |
| 1990 | "Freedom 90"       | Dance Music/Club Play Singles      | 16      |
| 1990 | "Freedom 90"       | Hot Dance Music/Maxi-Singles Sales | 18      |
| 1990 | "Freedom 90"       | Billboard Hot 100                  | 8       |
| 1990 | "Praying for Time" | Adult Contemporary                 | 4       |
| 1990 | "Praying for Time" | Billboard Hot 100                  | 1       |

O álbum foi lançado em 5 versões: K7, Compact Disc, Mini Disc, Vinil e na edição deluxe Box Set!

## Presença em "Lua Cheia de Amor Internacional"
Em 1991 a canção "Heal the Pain" foi incluída na trilha sonora internacional da novela "Lua Cheia de Amor", exibida entre 1990/1991 pela TV Globo. Nessa trama a canção foi tema dos personagens "Mercedes" e "Augusto", interpretados por Isabela Garcia e Maurício Mattar.